# Distretto di Koura
Il distretto di Koura  (in arabo قضاء الكورة‎?, Qaḍāʾ al-Kūra) è un distretto amministrativo del Libano, che fa parte del governatorato del Nord Libano. Il capoluogo del distretto è Amioun.

## Collegamenti esterni

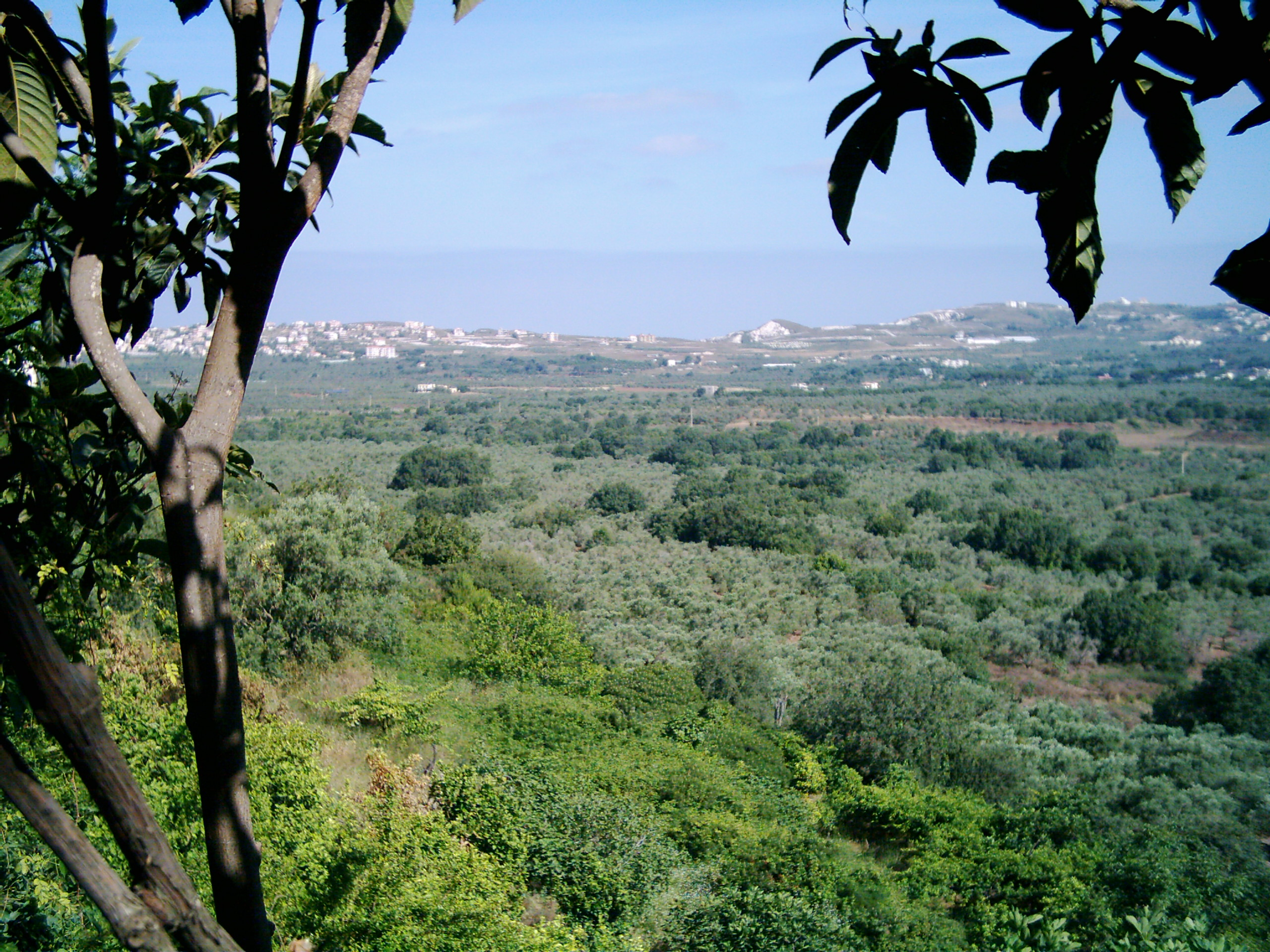
Piana di al-Kūra con piantagioni di olivo